# Henschel DH 500 Ca

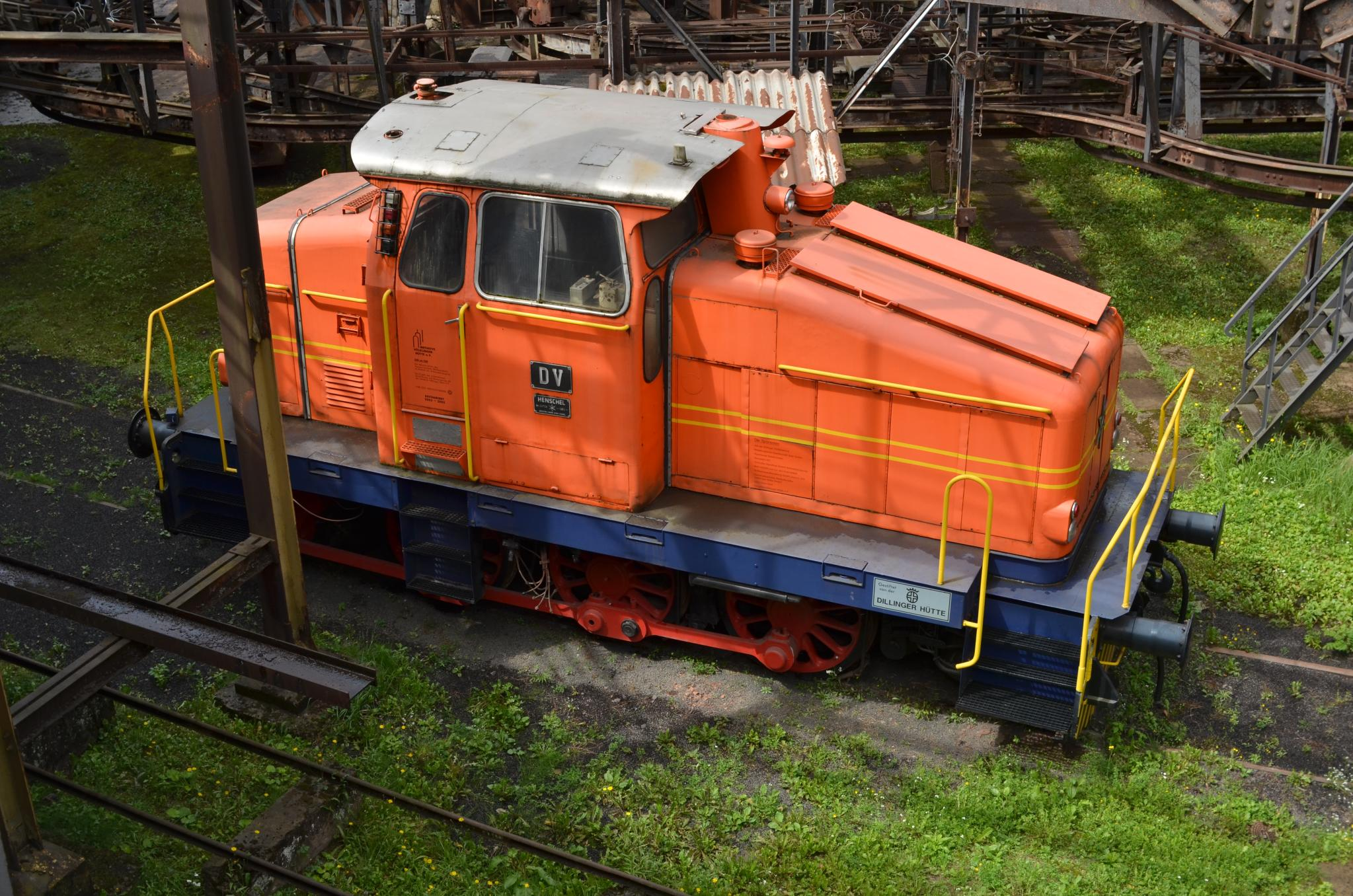

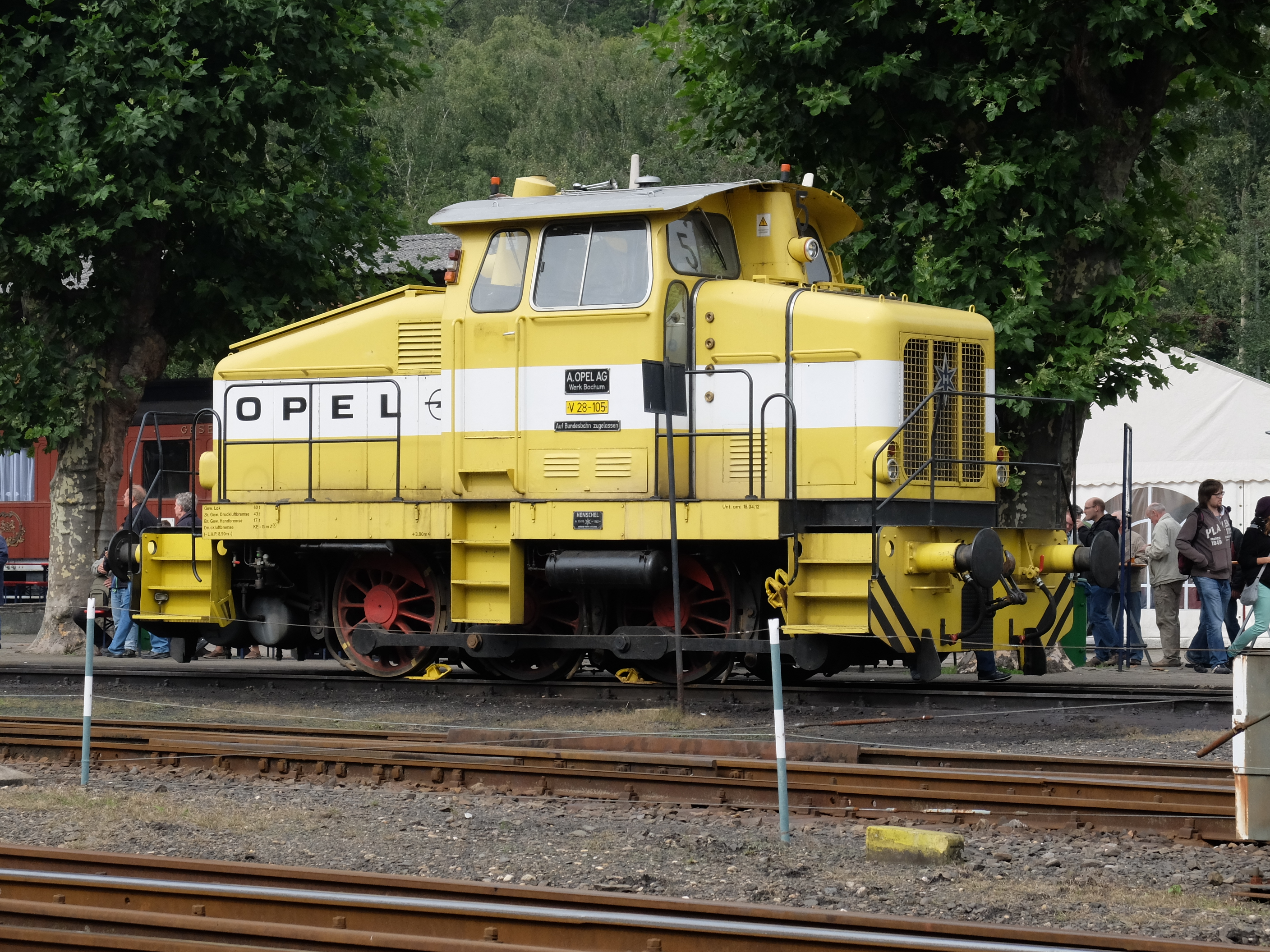

La locotracteur Henschel DH 500 Ca est une locomotive diesel à transmission hydraulique à trois essieux construite par la Henschel & Sohn. Il était destiné à être utilisé dans le service de manœuvre, comme locomotive de manoeuvre. 

## Description
La disposition des roues de la Henschel DH 500 Ca est C. La locomotive appartient à la soi-disant troisième génération de locomotives Henschel. Les locomotives de cette série étaient entraînées au moyen d'une biellette. Sa version moins puissante et plus compacte est la Henschel DH 360 Ca.

## Histoire
89 exemplaires du Henschel DH 500 Ca ont été construits entre 1959 et 1971. Une grande partie est allée à des entreprises de l'industrie allemande du charbon et de l'acier. Huit locomotives ont été livrées en Espagne, sept en Suisse et quatre en Norvège. La Sudan Railway Corporation a commandé un total de 21 locomotives et neuf sont allées à la Ghana Railway Corporation.

## Musées ferroviaires
La locomotive 52 de Vereinigte Schmiedewerke GmbH, Hattingen travaille sur le site Henrichshütte a été conservée en tant que musée. Elle a été livrée à l'origine à Ruhrstahl AG sous le nom de locomotive 34 (1962).
L'ancienne locomotive d'usine n° 5 de l'usine Opel de Bochum est également conservée au Eisenbahnmuseum Bochum. Il y a trois autres locomotives sur Rjukanbanen, qui fait partie d'une ancienne liaison de transport dans le sud de la norvège (Rj.B. 19, 20 et 22), dont deux sont opérationnelles et sont utilisées sur les trains du musée.

## Opérateurs militaires
- Espagne utilisée comme  locomotive de manoeuvre et locotracteur, particulièrement pour la traction en convoi (transport) de char d'assaut sur wagon plat. Pour les longues distances, l'armée de terre utilise des locomotives du trafic marchandises de la Renfe[1].